# Kimberly Po
Pour les articles homonymes, voir Po.
Kimberly Po (née le 20 octobre 1971 à Los Angeles, Californie) est une joueuse de tennis américaine, professionnelle du début des années 1990 à 2002. Elle est aussi connue sous son nom de femme mariée, Kimberly Po-Messerli.
En simple, sa performance la plus remarquable est un quart de finale atteint aux Internationaux d'Australie en 1997.
Mais c'est en double que Kimberly Po a obtenu ses meilleurs résultats, enregistrant cinq succès au cours de sa carrière. Le 10 septembre 2001, à la suite de sa finale perdue à l'US Open aux côtés de Nathalie Tauziat, elle devient 6e joueuse mondiale de la discipline. L'année précédente, elle s'était imposée en double mixte à Wimbledon, associée à son compatriote Donald Johnson.
À noter : c'est face à elle que Monica Seles a disputé son tout premier match officiel, à l'occasion de son comeback, à l'Open de Toronto en août 1995.

## Palmarès

### Titres en double dames
| No | Date       | Nom et lieu du tournoi                | Catégorie | Dotation    | Surface         | Partenaire       | Finalistes                          | Score         |          |
| -- | ---------- | ------------------------------------- | --------- | ----------- | --------------- | ---------------- | ----------------------------------- | ------------- | -------- |
| 1  | 26/10/1998 | Challenge Bell Québec                 | Tier III  | 164 250 $   | Moquette (int.) | Lori McNeil      | Chanda Rubin Sandrine Testud        | 6-7, 7-5, 6-4 | Parcours |
| 2  | 12/04/1999 | Japan Open Tokyo                      | Tier III  | 180 000 $   | Dur (ext.)      | Corina Morariu   | Catherine Barclay Kerry-Anne Guse   | 6-3, 6-2      | Parcours |
| 3  | 21/02/2000 | IGA Superthrift Classic Oklahoma City | Tier III  | 170 000 $   | Dur (int.)      | Corina Morariu   | Tamarine Tanasugarn Elena Tatarkova | 6-4, 4-6, 6-2 | Parcours |
| 4  | 06/08/2001 | estyle.com Classic Manhattan Beach    | Tier II   | 565 000 $   | Dur (ext.)      | Nathalie Tauziat | Nicole Arendt Caroline Vis          | 6-3, 7-5      | Parcours |
| 5  | 13/08/2001 | Coupe Rogers AT&T Toronto             | Tier I    | 1 200 000 $ | Dur (ext.)      | Nicole Pratt     | Tina Križan Katarina Srebotnik      | 6-3, 6-1      | Parcours |

### Finales en double dames
| No | Date       | Nom et lieu du tournoi                  | Catégorie | Dotation    | Surface         | Vainqueures                       | Partenaire        | Score         |          |
| -- | ---------- | --------------------------------------- | --------- | ----------- | --------------- | --------------------------------- | ----------------- | ------------- | -------- |
| 1  | 04/01/1993 | Danone Hardcourt Championships Brisbane | Tier III  | 150 000 $   | Dur (ext.)      | Conchita Martínez Larisa Neiland  | Shannan McCarthy  | 6-2, 6-2      | Parcours |
| 2  | 08/02/1993 | Virginia Slims of Chicago Chicago       | Tier II   | 375 000 $   | Moquette (int.) | Katrina Adams Zina Garrison       | Amy Frazier       | 7-6, 6-3      | Parcours |
| 3  | 15/04/1996 | Japan Open Tokyo                        | Tier III  | 164 250 $   | Dur (ext.)      | Kimiko Date Ai Sugiyama           | Amy Frazier       | 7-6, 6-7, 6-3 | Parcours |
| 4  | 12/08/1996 | Acura Classic Manhattan Beach           | Tier II   | 450 000 $   | Dur (ext.)      | Lindsay Davenport Natasha Zvereva | Amy Frazier       | 6-1, 6-4      | Parcours |
| 5  | 21/10/1996 | Challenge Bell Québec                   | Tier III  | 164 250 $   | Moquette (int.) | Debbie Graham Brenda Schultz      | Amy Frazier       | 6-1, 6-4      | Parcours |
| 6  | 28/07/1997 | Toshiba Classic San Diego               | Tier II   | 450 000 $   | Dur (ext.)      | Martina Hingis Arantxa Sánchez    | Amy Frazier       | 6-3, 7-5      | Parcours |
| 7  | 07/08/2000 | estyle.com Classic Los Angeles          | Tier II   | 535 000 $   | Dur (ext.)      | Els Callens Dominique Monami      | Anne-Gaëlle Sidot | 6-2, 7-5      | Parcours |
| 8  | 09/10/2000 | Swisscom Challenge Zurich               | Tier I    | 1 080 000 $ | Dur (int.)      | Martina Hingis Anna Kournikova    | Anne-Gaëlle Sidot | 6-3, 6-4      | Parcours |
| 9  | 30/10/2000 | Challenge Bell Québec                   | Tier III  | 170 000 $   | Moquette (int.) | Nicole Pratt Meghann Shaughnessy  | Els Callens       | 6-3, 6-4      | Parcours |
| 10 | 05/02/2001 | Open Gaz de France Paris                | Tier II   | 565 000 $   | Moquette (int.) | Iva Majoli Virginie Razzano       | Nathalie Tauziat  | 6-3, 7-5      | Parcours |
| 11 | 12/02/2001 | Terazura Open Nice                      | Tier II   | 565 000 $   | Moquette (int.) | Émilie Loit Anne-Gaëlle Sidot     | Nathalie Tauziat  | 1-6, 6-2, 6-0 | Parcours |
| 12 | 11/06/2001 | DFS Classic Birmingham                  | Tier III  | 170 000 $   | Gazon (ext.)    | Cara Black Elena Likhovtseva      | Nathalie Tauziat  | 6-1, 6-2      | Parcours |
| 13 | 27/08/2001 | US Open Flushing Meadows                | G. Chelem | 6 628 000 $ | Dur (ext.)      | Lisa Raymond Rennae Stubbs        | Nathalie Tauziat  | 6-2, 5-7, 7-5 | Parcours |
| 14 | 10/06/2002 | DFS Classic Birmingham                  | Tier III  | 170 000 $   | Gazon (ext.)    | Shinobu Asagoe Els Callens        | Nathalie Tauziat  | 6-4, 6-3      | Parcours |

### Titre en double mixte
| No | Date       | Nom et lieu du tournoi      | Catégorie | Dotation    | Surface      | Partenaire     | Finalistes                   | Score     |          |
| -- | ---------- | --------------------------- | --------- | ----------- | ------------ | -------------- | ---------------------------- | --------- | -------- |
| 1  | 26/06/2000 | The Championships Wimbledon | G. Chelem | 5 235 332 $ | Gazon (ext.) | Donald Johnson | Kim Clijsters Lleyton Hewitt | 6-4, 7-63 | Parcours |

### Finale en double mixte
| No | Date       | Nom et lieu du tournoi   | Catégorie | Dotation    | Surface    | Vainqueures                 | Partenaire     | Score    |          |
| -- | ---------- | ------------------------ | --------- | ----------- | ---------- | --------------------------- | -------------- | -------- | -------- |
| 1  | 30/08/1999 | US Open Flushing Meadows | G. Chelem | 6 235 000 $ | Dur (ext.) | Ai Sugiyama Mahesh Bhupathi | Donald Johnson | 6-4, 6-4 | Parcours |

## Parcours en Grand Chelem

### En simple dames
| Année | Open d'Australie | Open d'Australie  | Internationaux de France | Internationaux de France | Wimbledon       | Wimbledon           | US Open         | US Open           |
| ----- | ---------------- | ----------------- | ------------------------ | ------------------------ | --------------- | ------------------- | --------------- | ----------------- |
| 1991  | -                | -                 | -                        | -                        | -               | -                   | 3e tour (1/16)  | Natasha Zvereva   |
| 1992  | 3e tour (1/16)   | Larisa Neiland    | 1er tour (1/64)          | Rosalyn Fairbank         | 2e tour (1/32)  | Martina Navrátilová | 3e tour (1/16)  | Magdalena Maleeva |
| 1993  | 3e tour (1/16)   | Gabriela Sabatini | 3e tour (1/16)           | Mary Pierce              | 1er tour (1/64) | Florencia Labat     | 3e tour (1/16)  | Magdalena Maleeva |
| 1994  | 1er tour (1/64)  | Steffi Graf       | 2e tour (1/32)           | Karin Kschwendt          | 2e tour (1/32)  | Gigi Fernández      | 1er tour (1/64) | Radka Bobková     |
| 1995  | -                | -                 | 1er tour (1/64)          | Katarzyna Nowak          | 1er tour (1/64) | Tami Whitlinger     | 2e tour (1/32)  | Conchita Martínez |
| 1996  | -                | -                 | -                        | -                        | 2e tour (1/32)  | Lori McNeil         | 3e tour (1/16)  | Lisa Raymond      |
| 1997  | 1/4 de finale    | Amanda Coetzer    | 3e tour (1/16)           | Lisa Raymond             | 1er tour (1/64) | Kerry-Anne Guse     | 3e tour (1/16)  | Magüi Serna       |
| 1998  | -                | -                 | 1er tour (1/64)          | Lindsay Davenport        | 2e tour (1/32)  | Virginia Ruano      | 4e tour (1/8)   | Monica Seles      |
| 1999  | 1er tour (1/64)  | Meilen Tu         | 2e tour (1/32)           | Barbara Schett           | 1er tour (1/64) | Natasha Zvereva     | 1er tour (1/64) | Serena Williams   |

À droite du résultat, l’ultime adversaire.

### En double dames
| Année | Open d'Australie              | Open d'Australie           | Internationaux de France   | Internationaux de France   | Wimbledon                   | Wimbledon                  | US Open                     | US Open                     |
| ----- | ----------------------------- | -------------------------- | -------------------------- | -------------------------- | --------------------------- | -------------------------- | --------------------------- | --------------------------- |
| 1988  | -                             | -                          | -                          | -                          | -                           | -                          | 1er tour (1/32) M. McGrath  | B. Cordwell J. Richardson   |
| 1992  | 1er tour (1/32) Debbie Graham | MJ Fernández Zina Garrison | 2e tour (1/16) Alysia May  | S. Appelmans C. Porwik     | -                           | -                          | 2e tour (1/16) C. MacGregor | C. Martínez Mercedes Paz    |
| 1993  | 2e tour (1/16) S. McCarthy    | Yayuk Basuki Nana Miyagi   | 2e tour (1/16) S. McCarthy | R. McQuillan C. Porwik     | 2e tour (1/16) S. McCarthy  | Hetherington Kathy Rinaldi | 1er tour (1/32) S. McCarthy | I. Driehuis Lupita Novelo   |
| 1994  | 1er tour (1/32) C. Benjamin   | R. Dragomir Irina Spîrlea  | 2e tour (1/16) Amy Frazier | A. Coetzer Gorrochategui   | 1er tour (1/32) Amy Frazier | C. Barclay K. Guse         | 1er tour (1/32) Amy Frazier | R. McQuillan M. Oremans     |
| 1995  | -                             | -                          | 3e tour (1/8) Amy Frazier  | E. Makarova E. Maniokova   | 1/4 de finale Amy Frazier   | G. Sabatini B. Schultz     | 1er tour (1/32) Amy Frazier | Julie Halard N. Tauziat     |
| 1996  | 2e tour (1/16) Amy Frazier    | M. McGrath L. Neiland      | 2e tour (1/16) Amy Frazier | Lisa Raymond Rennae Stubbs | 1er tour (1/32) Amy Frazier | Jana Novotná A. Sánchez    | 1er tour (1/32) Amy Frazier | Park Sung-hee Wang Shi-Ting |
| 1997  | 2e tour (1/16) Amy Frazier    | R. Dragomir Silvia Farina  | 2e tour (1/16) Amy Frazier | Els Callens G. Helgeson    | 3e tour (1/8) Amy Frazier   | Els Callens G. Helgeson    | 3e tour (1/8) Amy Frazier   | Nicole Arendt M. Bollegraf  |
| 1998  | -                             | -                          | 2e tour (1/16) Lori McNeil | A. Sánchez Helena Suková   | 1er tour (1/32) D. Jones    | Katrina Adams M. Bollegraf | 1er tour (1/32) Lori McNeil | C. Barclay K. Guse          |
| 1999  | 2e tour (1/16) K. Radford     | L. Davenport N. Zvereva    | 1er tour (1/32) K. Radford | L. Němečková R. Zrubáková  | 2e tour (1/16) K. Radford   | L. Neiland A. Sánchez      | 1/4 de finale Liezel Huber  | L. Neiland A. Sánchez       |
| 2000  | 1er tour (1/32) Nicole Arendt | A. Ellwood Rika Hiraki     | 3e tour (1/8) A. Sidot     | Julie Halard Ai Sugiyama   | 2e tour (1/16) A. Sidot     | M. de Swardt Navrátilová   | 3e tour (1/8) A. Sidot      | Lisa Raymond Rennae Stubbs  |
| 2001  | 3e tour (1/8) Magüi Serna     | V. Ruano Paola Suárez      | 1/4 de finale N. Tauziat   | Justine Henin E. Tatarkova | 1/2 finale N. Tauziat       | Lisa Raymond Rennae Stubbs | Finale N. Tauziat           | Lisa Raymond Rennae Stubbs  |
| 2002  | -                             | -                          | 2e tour (1/16) N. Tauziat  | Iva Majoli Nicole Pratt    | 1/4 de finale N. Tauziat    | Cara Black Likhovtseva     | 1/4 de finale C. Morariu    | Cara Black Likhovtseva      |

Sous le résultat, la partenaire ; à droite, l’ultime équipe adverse.

### En double mixte
| Année | Open d'Australie           | Open d'Australie           | Internationaux de France     | Internationaux de France   | Wimbledon                     | Wimbledon                   | US Open                       | US Open                     |
| ----- | -------------------------- | -------------------------- | ---------------------------- | -------------------------- | ----------------------------- | --------------------------- | ----------------------------- | --------------------------- |
| 1993  | -                          | -                          | 2e tour (1/16) Mike Bauer    | Hetherington Paul Haarhuis | 2e tour (1/16) Rikard Bergh   | Rennae Stubbs Sandon Stolle | -                             | -                           |
| 1994  | -                          | -                          | -                            | -                          | 1er tour (1/32) Brian MacPhie | C. Singer B. Haygarth       | -                             | -                           |
| 1996  | 2e tour (1/8) Tommy Ho     | Lisa Raymond Mark Knowles  | 1er tour (1/32) Bill Behrens | Caroline Vis Tom Nijssen   | 1/4 de finale Rikard Bergh    | Laura Golarsa van Rensburg  | 1er tour (1/16) Matt Lucena   | Els Callens Tom Kempers     |
| 1997  | 2e tour (1/8) Jack Waite   | A. Kournikova Mark Knowles | 2e tour (1/16) Rikard Bergh  | Helena Suková Cyril Suk    | -                             | -                           | 2e tour (1/8) Jack Waite      | N. Tauziat Daniel Nestor    |
| 1998  | -                          | -                          | 2e tour (1/16) Jack Waite    | Lori McNeil Joshua Eagle   | 3e tour (1/8) Jack Waite      | Caroline Vis Paul Haarhuis  | 1er tour (1/16) Robbie Koenig | Debbie Graham Sandon Stolle |
| 1999  | 1/4 de finale D. Johnson   | Debbie Graham E. Ferreira  | 2e tour (1/16) Jack Waite    | I. Selyutina D. Orsanic    | 1er tour (1/32) Jack Waite    | Vanessa Menga Eyal Ran      | Finale D. Johnson             | Ai Sugiyama M. Bhupathi     |
| 2000  | 2e tour (1/8) D. Johnson   | N. Zvereva M. Woodforde    | 1/4 de finale D. Johnson     | Ai Sugiyama J. de Jager    | Victoire D. Johnson           | Kim Clijsters L. Hewitt     | 1er tour (1/16) D. Johnson    | M. Hingis J. Gambill        |
| 2001  | 1er tour (1/16) D. Johnson | Els Callens Chris Haggard  | 1er tour (1/16) D. Johnson   | K. Habšudová David Rikl    | 1/4 de finale D. Johnson      | D. Hantuchová Leoš Friedl   | 1/2 finale D. Johnson         | Lisa Raymond Leander Paes   |
| 2002  | -                          | -                          | 1er tour (1/16) D. Johnson   | Caroline Vis Michael Hill  | 1/2 finale D. Johnson         | Likhovtseva M. Bhupathi     | 1/4 de finale D. Johnson      | K. Srebotnik Bob Bryan      |

Sous le résultat, le partenaire ; à droite, l’ultime équipe adverse.

## Parcours aux Masters

### En double dames
| # | Date       | Nom de l'édition           | ($)       | Surface    | Résultat   | Partenaire       | Ultimes adversaires          | Score    |          |
| - | ---------- | -------------------------- | --------- | ---------- | ---------- | ---------------- | ---------------------------- | -------- | -------- |
| 1 | 29/10/2001 | Sanex Championships Munich | 3 000 000 | Dur (int.) | 1/2 finale | Nathalie Tauziat | Cara Black Elena Likhovtseva | 7-5, 6-4 | Parcours |

## Parcours en Fed Cup
| #                                                                     | Date       | Lieu          | Surface         | Gagnante(s)                | Perdante(s)                     | Score    |          |
|                                                                       |            |               |                 |                            |                                 |          |          |
| 1997 - 1/4 de finale (groupe mondial) - Pays-Bas - États-Unis - 3 : 2 |            |               |                 |                            |                                 |          |          |
| 1                                                                     | 01/03/1997 | Haarlem       | Moquette (int.) | Gigi Fernández Kimberly Po | Manon Bollegraf Kristie Boogert | 6-3, 6-2 | Parcours |
|                                                                       |            |               |                 |                            |                                 |          |          |
| 1997 - Barrage (groupe mondial I) - États-Unis - Japon - 5 : 0        |            |               |                 |                            |                                 |          |          |
| 2                                                                     | 12/07/1997 | Chestnut Hill | Dur (ext.)      | Kimberly Po                | Naoko Sawamatsu                 | 6-2, 6-4 | Parcours |

## Classements WTA en fin de saison

### En simple
| Année | 1988 | 1989 | 1990 | 1991 | 1992 | 1993 | 1994 | 1995 | 1996 | 1997 | 1998 | 1999 | 2000 |
| Rang  | 546  | 245  | 461  | 103  | 69   | 42   | 71   | 165  | 23   | 23   | 62   | 129  | 524  |

Source : (en) « Classements de Kimberly Po », sur le site officiel du WTA Tour

### En double
| Année | 1989 | 1990 | 1991 | 1992 | 1993 | 1994 | 1995 | 1996 | 1997 | 1998 | 1999 | 2000 | 2001 | 2002 |
| Rang  | 157  | 179  | 145  | 196  | 87   | 97   | 63   | 24   | 23   | 51   | 25   | 20   | 7    | 20   |

Source : (en) « Classements de Kimberly Po », sur le site officiel du WTA Tour